# Turan Seyfioğlu
Turan Seyfioğlu est un acteur turc né le 14 septembre 1920 à Constantinople, et mort le 18 août 1961 à Londres.
Il meurt à l'âge de quarante ans d'une cirrhose.

## Filmographie sélective
- 1951 : İstanbul'un Fethi – Ulubatlı Hasan
- 1952 : Kızıltuğ – Otsukarcı
- 1954 : Beyaz Cehennem Cingöz Recai – Cingöz Recai
- 1954 : Bulgar Sadık – Bulgar Sadık/Boris
- 1955 : Görünmeyen Adam İstanbul'da – Ali